# Anton Gustafsson tolkar Iron Maiden
Anton Gustafsson tolkar Iron Maiden  (en suédois Anton Gustafsson interprète Iron Maiden) est le premier album du chanteur suédois Anton Maiden. Il propose dans cet album lancé en 1999 une sélection de reprises en format MIDI des chansons du groupe de heavy metal Iron Maiden.

## Pistes
1. Run to the Hills
2. The Trooper
3. The Number of the Beast
4. 2 Minutes to Midnight
5. Aces High
6. Die With Your Boots On
7. Hallowed Be Thy Name
8. Rime of the Ancient Mariner
9. Flight of Icarus
10. Seventh Son of a Seventh Son
11. Powerslave

## Critiques de l'album
- (en) AllMusic (4/5) : lien vers la critique